# Международная выставка хлопковых штатов
Международная выставка хлопковых штатов (англ. Cotton States and International Exposition) — международная выставка в США, проходившая в 1895 году в Пьемонт-парке города Атланта, штат Джорджия.
Экспозиция была разработана для продвижения американского Юга в мире, демонстрации продуктов и новых технологий «хлопковых» штатов США, а также для стимулирования торговли с Латинской Америкой. Председательствовал на открытии выставки Президент США Гровер Кливленд.

## История
Идея международной выставки в Атланте была предложена бывшим мэром Атланты Уильямом Хемфиллом в ноябре 1893 года. Предполагалось, что он же будет выполнять обязанности вице-президента и директора выставки.
Выставка проходила в течение ста дней: с 18 сентября по 31 декабря 1895 года, и собрала около 800 000 посетителей из США и 13 стран мира. Более 2 000 000 долларов было потрачено на преобразование Пьемонт-парка. Правительством было выделено 250 000 долларов на строительство главного здания США, отдельные здания имели штаты страны и некоторые иностранные государства, такие как Аргентина, также имели свои собственные здания. Для посетителей выставки были построены Тропические сады, ныне известные как Ботанический сад Атланты; создано озеро Clara Meer на месте бывшего пруда. В настоящее время парк в значительной степени остался таким, как его спроектировал для выставки ландшафтный архитектор Джозеф Джонсон. Главным архитектором Международной выставки хлопковых штатов был американский архитектор Брэдфорд Гилберт.
18 сентября 1895 года, в день открытия выставки, на ней с речью «Atlanta Exposition Speech» выступил Букер Вашингтон. Его речь была адресована преимущественно белой аудитории и была признана одним из самых важных, влиятельных и противоречивых выступлений в американской истории.
Комитетом выставки часть её экспонентов и объектов были удостоены 1573 медалей: 634 золотых, 444 серебряных и 495 бронзовых.
После окончания работы выставки её территория была куплена городом Атланта и стала Пьемонт-парком и Ботаническим садом Атланты.